# Obligation de silence
En droit, l'obligation de silence est imposée à une personne spécifique afin d'empêcher la diffusion publique d'une information ou d'une opinion. Il s'agit d'une obligation légale quand ce silence est prescrit au particulier par un tribunal ou une administration publique, et d'une obligation contractuelle entre employeur et employé, dans un contrat de travail.
Le devoir de réserve dans la fonction publique française s'impose, lui, à toute personne employée de la fonction publique : il est, par cette généralité, différent de l'obligation spécifique de silence.

## Obligation de silence en droit pénal
- En France, à l'occasion de la libération conditionnelle de Jean-Marc Rouillan en octobre 2008, une obligation de silence est imposée à ... par ...[réf. nécessaire].
- Au Canada, les ordonnances de non-publication imposent une obligation de silence pour écarter un risque réel et grave pour l'équité du procès, comme il est expliqué dans l'arrêt Dagenais c. Société Radio-Canada[1].